# Rue de Bouvines
La rue de Bouvines est une voie du 11e arrondissement de Paris, en France.

## Situation et accès
La rue de Bouvines est une voie publique située dans le 11e arrondissement de Paris. Elle débute au 4, rue de Tunis et se termine au 1, avenue de Bouvines. Avec 27 mètres de longueur, elle fait partie des rues les plus courtes de Paris.

## Origine du nom
Son nom fait référence à la bataille de Bouvines.

## Historique
Cette voie est indiquée sur le plan de Jouvin de Rochefort de 1672 sous le nom de « rue du chemin de Lagny », car elle conduisait à Lagny ; elle prend sa dénomination actuelle par décret du 24 août 1864.